# Psilotreta rossi
Psilotreta rossi är en nattsländeart som beskrevs av Wallace 1970. Psilotreta rossi ingår i släktet Psilotreta och familjen böjrörsnattsländor. Inga underarter finns listade i Catalogue of Life.